# Obersteinbacher Malerkolonie
Die Obersteinbacher Malerkolonie (1896–1918) war eine Malerkolonie in den Nordvogesen im Elsass. Die meisten Mitglieder waren junge Frauen aus der Karlsruher Großherzoglichen Kunstschule.

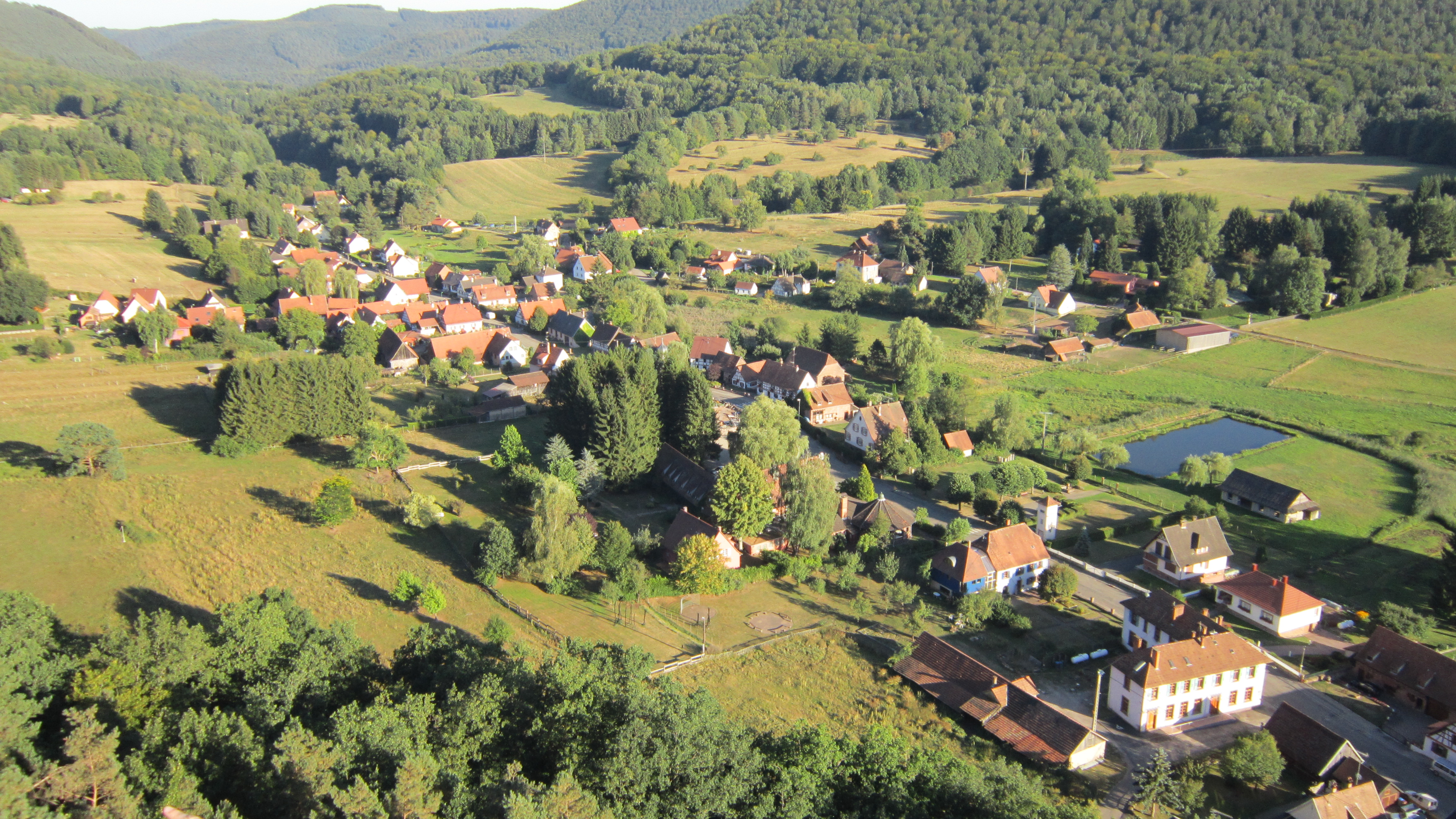
Obersteinbach 2012

## Geschichte
Nach dem Vorbild von Barbizon wurden im 19. Jahrhundert viele Malerkolonien auf dem Land gegründet, die Maler verließen ihre Ateliers und malten „Plein Air“. Gründer der Obersteinbacher Gemeinschaft waren nicht junge Künstler, sondern Franz Hein, Professor an der Karlsruher, später Leipziger Kunstschule. Obersteinbach war bis zum Ersten Weltkrieg Teil des Deutschen Reiches und fiel nach 1918 wieder an Frankreich zurück. Danach löste sich die Gruppe auf und es kamen andere, französische Künstler, die aber keine Kolonie mehr bildeten. Schließlich geriet die Künstlerkolonie in Vergessenheit.

### Vorläufer
Ab dem Ende der 1880 siedelten sich Karlsruher Künstler im nahen Dorf Grötzingen im Pfinztal am Rande des Schwarzwalds an. Das Dorf war mit der Bahn gut erreichbar, damals aber ganz bäuerlich. Heute ist es ein Teil der Stadt Karlsruhe. Zuerst richteten sie sich nur Sommerresidenzen ein, wie Friedrich Kallmorgen mit seiner Frau, dann kaufte Gustav Kampmann 1887 das Schloss Augustenburg, in das weitere Künstler einzogen. Sie brachten ihre Schüler aus Karlsruhe mit, sodass eine Künstlerkolonie mit geselligem Leben entstand. Unter den Malern war Franz Hein, damals schon hauptsächlich an Märchen und Sagen interessiert, als Motive für seine Bilder. Am Ende des 19. Jahrhunderts verließen einige dieser Künstler Karlsruhe und Grötzingen, darunter Franz Hein, der einen Ruf an die Leipziger Akademie erhielt. Die Kolonie löste sich auf, es kamen auch neue Künstler nach Grötzingen.

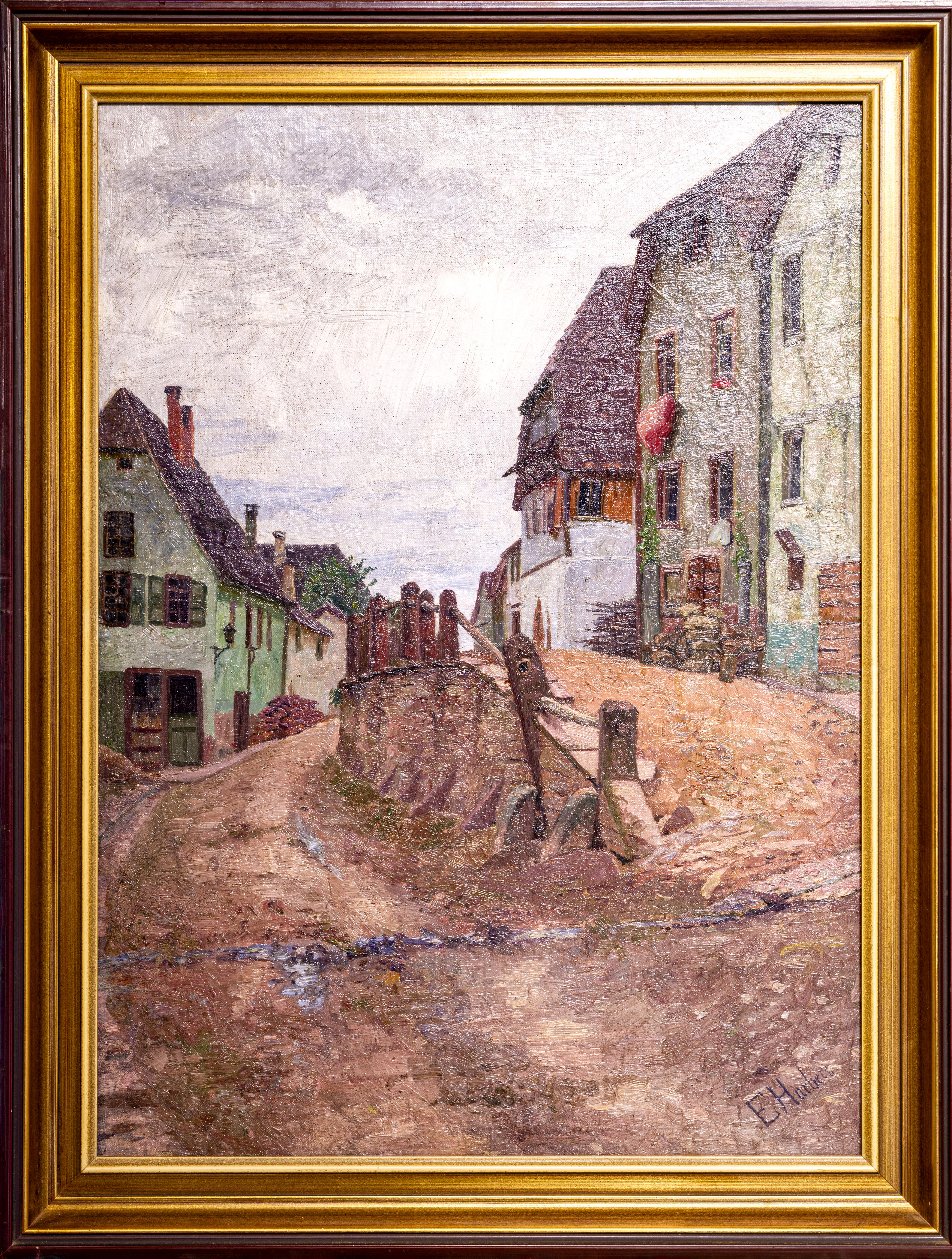
Elsbeth Harbers: Grötzingen, ca. 1900

Siehe: Grötzinger Malerkolonie

### Die Malerkolonie
1895 kam Franz Hein zum ersten Mal nach Obersteinbach. Er wollte die Ruine Wasigenstein besichtigen, den Schauplatz des Walthari-Lieds. Er war sofort von der Landschaft begeistert und schrieb in seiner Autobiografie „Für mich war es nun entschieden, dass ich das Land des Märchens gefunden habe“. Her fand er romantische Burgruinen, unberührte Wälder und stille Täler. Das Steinbachtal wurde erst im 18. Jahrhundert durch den Bau der Straße von Weißenburg nach Bitsch erschlossen, die Dörfer und die Landschaft waren seit langem unverändert.

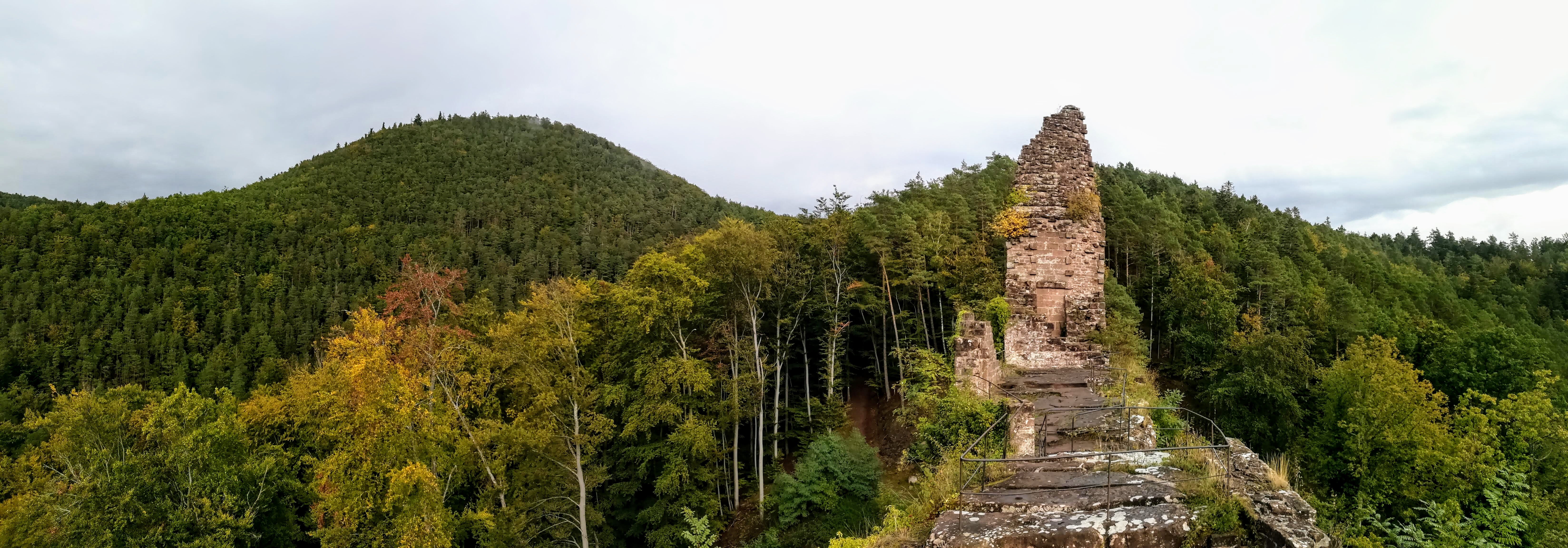
Ruine Wasigenstein

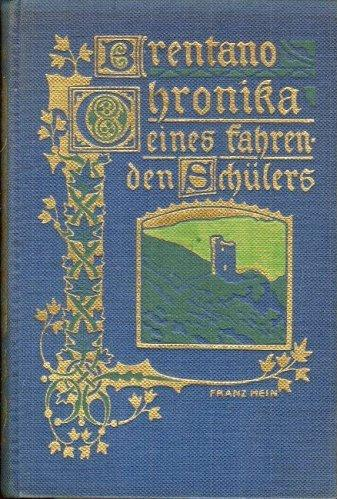
Buchillustration von Franz Hein

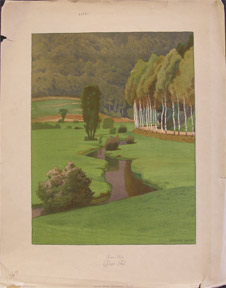
Franz Hein Das Steinbachtal

Durch seine Tätigkeit an der Akademie Karlsruhe hatte er vorher eine Reihe von Schülerinnen gewonnen. Die Leiterin der neuen Großherzoglich Badischen Kunstgewerbeschule in Karlsruhe, Irene Braun, die selbst an der Kunstgewerbeschule München Malen gelernt hatte, aber mit der Qualität des Gelernten nicht zufrieden war, hatte bei ihm Unterricht genommen und mehrere ihrer Schülerinnen auch zum Unterricht bei Heinz mitgebracht. Weibliche Kunststudenten waren zu dieser Zeit ungewöhnlich. Als Heinz im nächsten Jahr für einige Wochen zum Zeichnen und Malen wieder nach Obersteinbach ging, folgten ihm die Frauen. Das Gasthaus Fricker im Ort, in dem sie wohnten, stellte ihnen den großen Saal zur Verfügung. Später baute die Wirtin einen Saal mit großen Fenstern an. Hier konnten sie die Skizzen und Gemälde ihrer Ausflüge besprechen. Nach und nach schenkten die Künstler der Wirtin Bilder und Zeichnungen, die diese im Saal ausstellte. Hein selbst malte in der Umgebung viele Gemälde mit fantastisch-romantischem Inhalt: Nixen in einem Teich, Fabelwesen in Ruinen, dazu Ritterromantik und Bauerntum. Hein beschreibt den Empfang seiner Schülerinnenschar in dem Dorf: „Die vielen Mamselle waren den schlichten Dörflern vollends seltsam und sie wußten nicht, was sie daraus machen sollten. Da kam es uns als Empfehlung wunderbar zu Hilfe, daß sich eine kleine Prinzeß der Gegend in die lustige Schar der Lehrmädel einreihen ließ.“ Gemeint ist Tochter Amelie des Barons De Dietrich aus Reichshoffen.
Zunächst war die Anfahrt beschwerlich: mit dem Zug bis Woerth, dann mit der Kutsche bis Lembach und mit einer anderen Kutsche weiter bis Obersteinbach, die Reise dauerte fast einen ganzen Tag. 1899 wurde die Eisenbahn bis Lembach eröffnet, dies erleichterte die Anreise. Im Laufe der Zeit kamen nicht nur Künstler nach Obersteinbach, der Ruf zog auch Touristen an, die die schöne Landschaft erwanderten. Die Malerkolonie hat das Dorf zu einer berühmten Sommerfrische gemacht. Da das Gebiet aber groß ist, konnte man trotzdem leicht ruhige Stellen finden, wie Franz Hein in seiner Autobiografie schrieb. Er selbst kam seit 1885 jedes Jahr in das Tal bis 1918, auch nachdem er nach Leipzig umgezogen war. Er bedauerte den Verlust seines geliebten Elsass nach 1918.
Neben Hein kamen weitere Künstler nach Obersteinbach: Karl Biese (1863–1926), Otto Finkentscher (1862–1945) mit Frau Jenny, Gustav Kampmann (1859–1917), Friedrich Kallmorgen (1856–1924) mit Frau Margarethe, Hans von Volkmann (1860–1927). Auch Charles Spindler besuchte Obersteinbach mehrmals und nutzte lokale Motive in seinen Intarsien. Die weiblichen Teilnehmer siehe unten.

#### Beginn des Tourismus in Obersteinbach

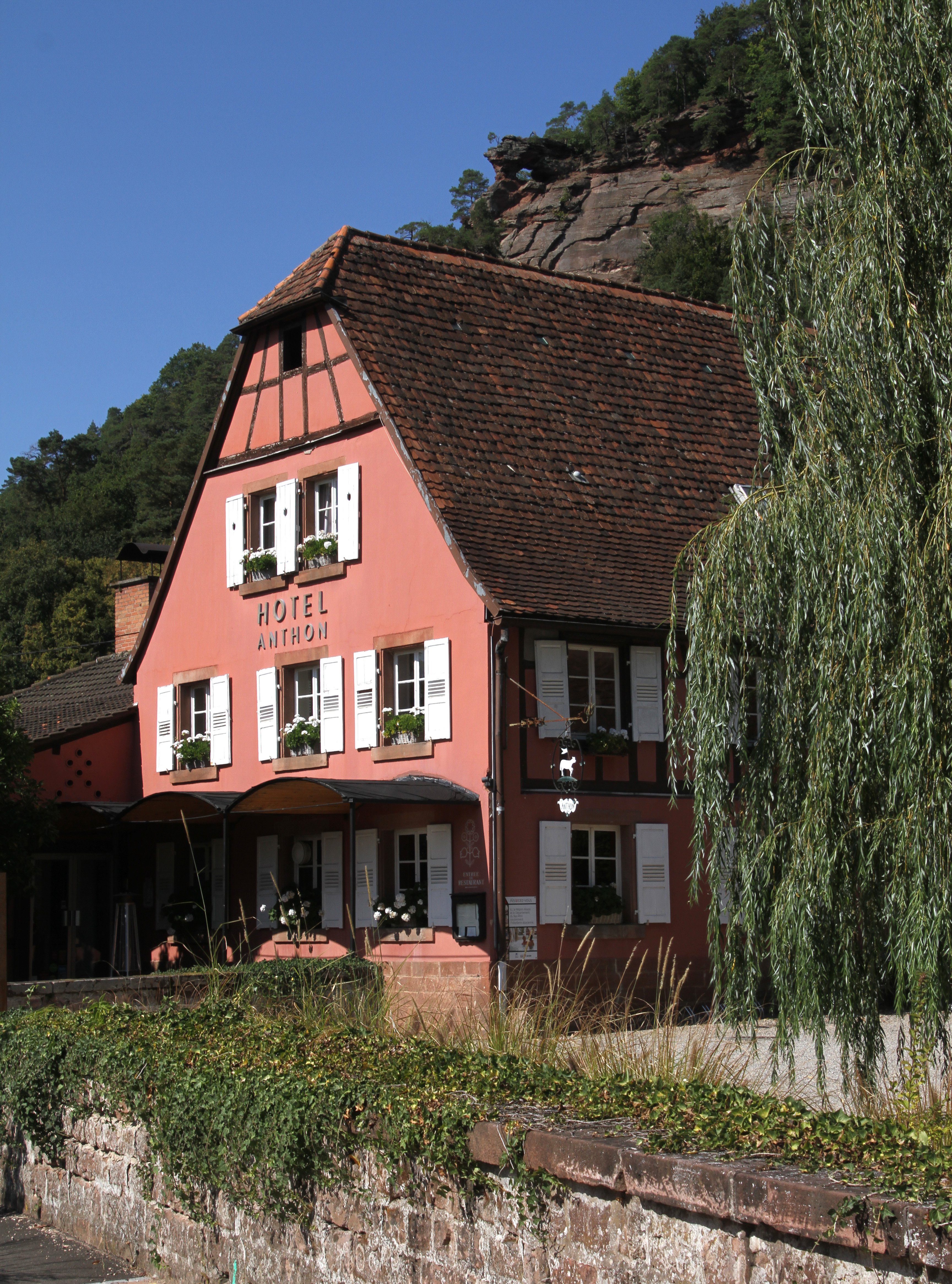
Hotel Anthon

Der Ort war arm, der Boden ist unfruchtbar, die Täler sumpfig, die Menschen lebten früher zum großen Teil von der Holzwirtschaft. Viele Männer arbeiteten im 19. Jahrhundert in den De Dietrichen Eisenschmelzen in Reichshoffen. Der Weg war so weit, dass sie nur am Sonntag zu ihren Familien heimkehren konnten, die Woche über blieben sie in Reichshoffen. Die Menschen in Obersteinbach waren dankbar für jede Gelegenheit, zusätzlich etwas zu verdienen. Daher waren sie froh über den beginnenden Tourismus, die Gasthäuser stellten sich auf Gäste ein, die Dorfbewohner vermieteten Gästezimmer. Die „Malschule“ brachte neben den Teilnehmern weitere Gäste in den Ort, was zum Ausbau der Gasthäuser zu Hotels führte. Das Hotel wurde von der Familie Fricker-Sensfelder geführt, die es 1928 an die Familie Anton verkaufte, die es bis heute
betreibt.

### Nachfolger
Kurz vor dem Ende des Ersten Weltkriegs löste sich die Malerkolonie auf. Das Elend und die wirtschaftlichen Schwierigkeiten ließen keine „Vergnügungen“ mehr zu. Nach 1918 wurde das Elsass und damit auch Obersteinbach wieder französisch, von Deutschland musste man jetzt eine Grenze überwinden und einen Passierschein haben. Neue Maler in der Umgebung waren Willy Deutschmann (1880–1960), der ab 1912 in Petersbächel wohnte, Paul Welsch malte mehrere Bilder mit Motiven aus Obersteinbach, ebenso Henri Bacher.

## Gedenken
Christelle Ullmann-Zerafa aus Obersteinbach, Tochter von Mina Ullmann, die 2018 im Alter von 103 Jahren starb, begann in den 2010er Jahren die Geschichte der Künstlerkolonie zu erforschen, ihre Mutter hatte noch lebhafte Erinnerungen und besaß einige Zeugnisse. Schließlich fand man im Keller des Hotels Anthon 15 Bilder, die die Künstler der Wirtin geschenkt hatten, und ein Gästebuch von Gustav Kampmann. Man fand ebenfalls alte Fotografien, die die Mitglieder der Künstlerkolonie zeigten. Daraus wurde das Buch von Bernhard H. Bonkhoff. 2018 besuchte eine Delegation aus Grötzingen Obersteinbach und die beiden Heimatvereine vereinbarten eine Zusammenarbeit über ihre gemeinsame künstlerische Vergangenheit.

## Künstlerinnen (Auswahl)
Nach
Die Schülerinnen der Künstlerkolonie wurden spöttisch als „Malweiber“ bezeichnet, damals war „Weib“ keine Beleidigung, sondern die Bezeichnung der einfachen Frau, im Gegensatz zur „Dame“.
- Irene Braun, Vorsteherin des kunstgewerblichen Ateliers des badischen Frauenvereins in Karlsruhe, geboren in München als Tochter eines Professors für Kunstgeschichte[18]
- Margot Grupe (1872–1930)[19]
- Elisabeth Hahn (1883–1967)
- Berta Welte (12. Januar 1872–7. August 1931)[20]
- Marie und Elise Peppmüller (Elise geb. 1866)[21]
- Gertrud Schäfer (1880–1945)
- Dora Horn-Zippelius (1876–1967)
- Käthi Baur
- Sabine Hackenschmidt (1873–1939)
- Marianne Knapp, verheiratet mit Ernst Lesser, Schwester von Elly Heuss-Knapp
- Martha Kropp (27. April 1880–10. Oktober 1968)
- Luise Pollitzer (geb. 1875)
- Anna Winnecke (geb. 1875), Tochter von Friedrich August Theodor Winnecke
- Amelie de Dietrich (1875–1947), Tochter von Charles-Frédéric de Dietrich